# Museu Patio Herreriano d'Art Contemporani Espanyol
El Museu Patio Herreriano d'Art Contemporani Espanyol és un centre d'art contemporani de la ciutat de Valladolid, que exposa una important suma d'obres d'estil contemporani espanyol, procedents de diverses col·leccions privades i que cobreixen el període entre 1918 i l'actualitat.

## Edifici
El museu s'ubica en un dels claustres de l'antic Monestir de San Benito el Real, concretament al Pati Herreriano que va començar a construir al segle xiv. El claustre va ser realitzat per l'arquitecte Juan de Ribero Rada de finals del segle xvi seguint els models herrerians que s'havien plasmat ja a la ciutat amb el projecte de la Catedral de l'Assumpció de Valladolid i també amb influències de l'arquitecte italià Palladio. Dins d'aquest espai destaquen La Capella dels Comtes de Fuensaldaña i la Sala Gil de Hontañon, d'aquesta última s'ha pogut rescatar part d'una pintura mural.
El mal estat de conservació del Pati Herreriano i les seves capelles adjacents van fer obligatori sotmetre-ho a una important restauració i reconstrucció. Els arquitectes del projecte de rehabilitació, que ha estat dirigit per Juan Carlos Arnuncio, Clara Aizpun i Javier Blanco, han dissenyat una organització que conjuga la part històrica amb les traces de nova factura.

## Col·lecció
Les obres procedeixen de col·leccions privades, pertanyents a diverses empreses i englobades sota el nom de "Col·lecció d'Art Contemporani". Es distribueixen en onze sales d'exposició, cadascuna amb una comesa. La col·lecció consta de 903 obres amb què es presenta una visió de l'art contemporani espanyol des de l'any 1918 fins als nostres dies.
En aquesta mostra destaca l'aportació del Fons d'Àngel Ferrant, compost per 34 escultures i 406 dibuixos i amb un llegat de més de 35.000 documents. També alberga una representació d'artistes com Leandre Cristòfol, José Guerrero, Manolo Millares, Pablo Serrano, Jorge Oteiza, Adolfo Schlosser, Eusebi Sempere, Antoni Tàpies, Guillermo Pérez Villalta o Esteban Vicente.
El museu va sorgir gràcies a l'esmentat fons artístic, d'origen privat, i al suport de l'Ajuntament de Valladolid, va ser inaugurat el 4 de juny de 2002. Compta amb un Centre de Documentació i Biblioteca, un espai destinat per a diferents actes i un restaurant al costat de la plaça d'accés, que està presidida per un petit jardí i dues fonts d'aigua potable.